# Rebekka Bakken

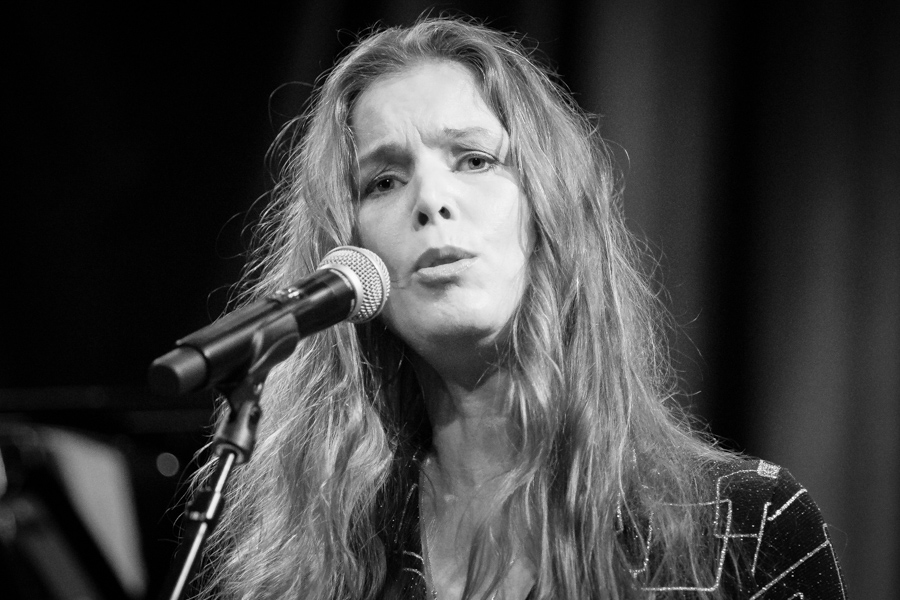
Rebekka Bakken, 2017)

Rebekka Bakken, Oslo, 1970,  es una de las exitosas exponentes de la nueva generación de cantantes escandinavas de jazz, entre las que también se puede incluir a Silje Nergaard, Sidsel Endresen y Solveig Slettahjell.
Estudió en sus primeros años piano y violín, trasladándose en 1995 a Nueva York para intentar labrarse una carrera profesional en la música. Allí conoció al guitarrista austriaco Wolfgang Muthspiel, con quien formó un dúo que recorrió los locales nocturnos neoyorquinos. Por esa época trabó también amistad con la pianista alemana Julia Hülsmann, con la que grabó, en 2003, el álbum Scattering Poems. Tras esto regresó a Europa, firmando un contrato con el sello Universum, grabando The Art of How to Fall y posteriormente su exitoso Is That You?.

## Discografía

### En solitarioː
- 2003: The Art of How to Fall (EmArcy/Universal)
- 2005: Is That You? (Boutique/Universal)
- 2006: I Keep My Cool (EmArcy/Universal)
- 2007: Building Visions (Universal)
- 2009: Morning Hours (EmArcy/Universal)
- 2011: September (EmArcy/Universal)
- 2014: Little Drop of Poison (EmArcy/Universal)
- 2016: Most Personal (EmArcy/Universal)
- 2018: Things You Leave Behind (Okeh/Sony)

### Con Wolfgang Muthspielː
- 2000: Daily Mirror (Material)
- 2001: Daily Mirror Reflected (Material)
- 2002: Beloved with Wolfgang Muthspiel (Material)